# Kevin Quevedo
Kevin Martín Quevedo Mathey (Lima, 22 de febrero de 1997) es un futbolista peruano. Juega como extremo derecho y su equipo actual es el Alianza Lima de la Primera División del Perú.

## Trayectoria

### Inicios y debut
Kevin Quevedo inició su carrera como futbolista en la Academia de Fútbol de Héctor Chumpitaz. En dicha escuela deportiva, su posición habitual fue la de delantero centro, anotando muchos goles siendo en el año 2014 el goleador de la categoría sub-17 en la Copa Federación, torneo más importante de divisiones menores a nivel nacional en ese entonces. 
Apoyado por Héctor Chumpitaz, fue transferido a las divisiones menores del Universitario de Deportes en el año 2015, donde comenzó a jugar de extremo derecho en el torneo de reservas. En su segundo año en la reserva del cuadro merengue, empezó a tener destacadas actuaciones y debutó en primera división; sin embargo, fue poco considerado en el primer equipo, jugando tan solo 36 minutos en 2 partidos en todo el año 2016.

### Alianza Lima
En el año 2017, en medio de controversia por ser una "promesa" del cuadro merengue, pero impulsado por su hinchaje, fichó por el club Alianza Lima, clásico rival de Universitario de Deportes, por tres años. En su debut como titular, en un partido contra Juan Aurich, el 12 de marzo, anotó cuatro goles. El resultado final de ese partido fue 7-2. Posteriormente fue acumulando más minutos durante la temporada, siendo pieza de recambio habitual por el DT Pablo Bengoechea llegando a anotar un gol más y realizar tres asistencias durante la temporada, además de consagrarse campeón nacional con el cuadro victoriano.
La temporada 2018, comenzó siendo una continuación de la pasada para Kevin, siendo pieza de recambio habitual además de debutar en la Copa Libertadores de América. Con el transcurso de los partidos fue ganándose un puesto de titular en el equipo como extremo izquierdo.
A mitad de la temporada Quevedo fue retirado constantemente de la concentraciones debido a casos de indisciplina, lo cual fue muy recurrente en él hasta la fecha de que Pablo Bengoechea le puso un 'estate quieto'. Aunque a partir de esto hubo un cambio en él pidiéndole disculpas a la hinchada y mostrando una mejoría en su juego anotando la fecha siguiente un gol en el clásico contra Sporting Cristal, que finalmente acabaría empate a dos.
Kevin Quevedo comenzó una nueva temporada con Alianza Lima al mando inicialmente de Miguel Ángel Russo y posteriormente de Pablo Bengoechea quien retornó al cuadro blanquiazul tras la salida del técnico argentino. Quevedo resaltó notablemente en el Torneo Apertura marcando un total de 11 goles y siendo el segundo máximo goleador del certamen. Disputó el Torneo Clausura con el elenco de La Victoria donde anotó su primer hat-trick de la temporada frente a la Academia Deportiva Cantolao en el triunfo 3 a 2 de Alianza Lima. El 30 de diciembre fue desconvocado por Nolberto Solano de la selección de fútbol Sub-23 para el Preolímpico que se jugó en Colombia en enero de 2020, debido a un nuevo caso de indisciplina.

### Goiás E. C.
El 9 de febrero de 2020, Kevin Quevedo fue oficializado como nuevo jugador de Goiás. Debutó el 1 de marzo, ingresando a los 55' en el empate 0-0 de visitante frente a Vila Nova por el Campeonato Goiano. Fue separado de la plantilla después de tener un altercado con su entrenador y varios episodios de indisciplina.

### FBC Melgar
Luego de un mal año 2020. El equipo del Goias decidió dejar de contar con Quevedo y quedó libre desde enero de 2021.Finalmente, el 8 de febrero se confirmó su regreso al futbol peruano, al acordar su fichaje por dos temporadas con FBC Melgar. En la fecha de la fase 2 anotó un gol de chalaca ante Carlos A. Mannucci dándole el triunfo a Melgar en un resultado final de 2-1.

### Alianza Lima
El 23 de julio de 2024 llegó a Lima para su segunda etapa en Alianza Lima.No logró anotar hasta el año 2025 por la Fase 1 de la Copa Libertadores ante el Club Nacional en el cual también logró anotar su segundo gol con el conjunto blanquiazul.

## Selección nacional

### Selección peruana sub-20
Ha sido internacional con la selección de fútbol sub-20 del Perú, con la cual disputó el Campeonato Sudamericano de Fútbol Sub-20 de 2017 realizado en Ecuador. 

### Selección peruana olímpica
Con la selección sub-23, que disputó los Juegos Panamericanos Lima 2019, donde fue el mejor jugador de la Escuadra blanquirroja en el torneo.  Posteriormente sería echado de la selección por actos de indisciplina.
| Torneo                       | Sede | Resultado     | Partidos | Goles | Media goleadora |
| ---------------------------- | ---- | ------------- | -------- | ----- | --------------- |
| Juegos Panamericanos de 2019 | Perú | Séptimo lugar | 4        | 2     | 0.50            |

### Selección peruana absoluta
Debutó en un amistoso contra Ecuador, donde la bicolor perdió 1-0.
Después sería convocado para jugar las eliminatorias rumbo al Mundial 2026, jugaría contra Bolivia, donde la bicolor ganó 3 a 1 por medio de la selección boliviana.
Posteriormente jugaría contra Venezuela, donde Perú perdió 1-0 con favorecimientos del árbitro para la Vinotinto.

## Estadísticas

### Clubes
Actualizado al último partido disputado el 10 de abril de 2025.
| Club | Div.          | Temporada     | Liga  | Liga  | Liga   | Copas nacionales(1) | Copas nacionales(1) | Copas nacionales(1) | Copas internacionales(2) | Copas internacionales(2) | Copas internacionales(2) | Total | Total | Total  | Media goleadora(3) |
| Club | Div.          | Temporada     | Part. | Goles | Asist. | Part.               | Goles               | Asist.              | Part.                    | Goles                    | Asist.                   | Part. | Goles | Asist. | Media goleadora(3) |
| --- | ------------- | ------------- | ----- | ----- | ------ | ------------------- | ------------------- | ------------------- | ------------------------ | ------------------------ | ------------------------ | ----- | ----- | ------ | ------------------ |
| Universitario de Deportes · Perú | 1.ª           | 2016          | 2     | 0     | 0      | -                   | -                   | -                   | -                        | -                        | -                        | 2     | 0     | 0      | 0                  |
| Universitario de Deportes · Perú | Total club    | Total club    | 2     | 0     | 0      | -                   | -                   | -                   | -                        | -                        | -                        | 2     | 0     | 0      | 0                  |
| Alianza Lima · Perú | 1.ª           | 2017          | 32    | 5     | 4      | -                   | -                   | -                   | 1                        | 0                        | 0                        | 33    | 5     | 4      | 0.15               |
| Alianza Lima · Perú | 1.ª           | 2018          | 38    | 4     | 5      | -                   | -                   | -                   | 5                        | 0                        | 0                        | 43    | 4     | 5      | 0.09               |
| Alianza Lima · Perú | 1.ª           | 2019          | 31    | 17    | 4      | -                   | -                   | -                   | 6                        | 0                        | 0                        | 37    | 17    | 4      | 0.46               |
| Goiás E. C. · Brasil | 1.ª           | 2020          | 1     | 0     | 0      | 1                   | 0                   | 0                   | -                        | -                        | -                        | 2     | 0     | 0      | 0                  |
| Goiás E. C. · Brasil | Total club    | Total club    | 1     | 0     | 0      | 1                   | 0                   | 0                   | -                        | -                        | -                        | 2     | 0     | 0      | 0                  |
| FBC Melgar · Perú | 1.ª           | 2021          | 16    | 3     | 3      | -                   | -                   | -                   | 2                        | 0                        | 1                        | 18    | 3     | 4      | 0.18               |
| FBC Melgar · Perú | 1.ª           | 2022          | 27    | 4     | 5      | -                   | -                   | -                   | 10                       | 0                        | 0                        | 37    | 4     | 5      | 0.19               |
| FBC Melgar · Perú | Total club    | Total club    | 43    | 7     | 8      | 0                   | 0                   | 0                   | 12                       | 0                        | 1                        | 55    | 7     | 9      | 0.13               |
| Deportivo Garcilaso · Perú | 1.ª           | 2023          | 31    | 8     | 3      | -                   | -                   | -                   | -                        | -                        | -                        | 31    | 8     | 3      | 0.26               |
| Deportivo Garcilaso · Perú | Total club    | Total club    | 31    | 8     | 3      | -                   | -                   | -                   | -                        | -                        | -                        | 31    | 8     | 3      | 0.26               |
| Universidad Católica · Ecuador | 1.ª           | 2024          | 14    | 2     | 1      | 0                   | 0                   | 0                   | 7                        | 0                        | 1                        | 21    | 2     | 2      | 0.1                |
| Universidad Católica · Ecuador | Total club    | Total club    | 14    | 2     | 1      | 0                   | 0                   | 0                   | 7                        | 0                        | 1                        | 21    | 2     | 2      | 0.1                |
| Alianza Lima · Perú | 1.ª           | 2024          | 14    | 0     | 0      | -                   | -                   | -                   | 0                        | 0                        | 0                        | 14    | 0     | 0      | 0                  |
| Alianza Lima · Perú | 1.ª           | 2025          | 4     | 1     | 1      | -                   | -                   | -                   | 8                        | 4                        | 1                        | 12    | 5     | 2      | 0.42               |
| Alianza Lima · Perú | Total club    | Total club    | 120   | 27    | 14     | 0                   | 0                   | 0                   | 20                       | 4                        | 1                        | 140   | 31    | 15     | 0.22               |
| Total carrera | Total carrera | Total carrera | 211   | 44    | 26     | 1                   | 0                   | 0                   | 39                       | 4                        | 3                        | 251   | 48    | 29     | 0.19               |
| (1) Incluye datos de la Copa Bicentenario (2) Incluye datos de la Copa Libertadores de América y la Copa Sudamericana. (3) Promedio de goles por partido. No incluye encuentros amistosos. |               |               |       |       |        |                     |                     |                     |                          |                          |                          |       |       |        |                    |

### Selecciones
| Selección                                                                            | Temporada     | Amistosos | Amistosos | Amistosos | Sudamérica(1) | Sudamérica(1) | Sudamérica(1) | Mundial | Mundial | Mundial | Total | Total | Total  | Media goleadora |
| Selección                                                                            | Temporada     | Part.     | Goles     | Asist.    | Part.         | Goles         | Asist.        | Part.   | Goles   | Asist.  | Part. | Goles | Asist. | Media goleadora |
| ------------------------------------------------------------------------------------ | ------------- | --------- | --------- | --------- | ------------- | ------------- | ------------- | ------- | ------- | ------- | ----- | ----- | ------ | --------------- |
| Sub-20 · Perú                                                                        | 2016          | 6         | 0         | 0         | —             | —             | —             | —       | —       | —       | 6     | 0     | 0      | 0               |
| Sub-20 · Perú                                                                        | 2017          | 4         | 1         | 0         | 1             | 0             | 0             | —       | —       | —       | 5     | 1     | 0      | 0.2             |
| Sub-20 · Perú                                                                        | Total         | 10        | 1         | 0         | 1             | 0             | 0             | 0       | 0       | 0       | 11    | 1     | 0      | 0.09            |
| Olímpica · Perú                                                                      | 2019          | 5         | 2         | 0         | 4             | 3             | 0             | —       | —       | —       | 9     | 5     | 0      | 0.56            |
| Olímpica · Perú                                                                      | Total         | 5         | 2         | 0         | 4             | 1             | 0             | 0       | 0       | 0       | 9     | 5     | 0      | 0.56            |
| Adulta · Perú                                                                        | 2019          | 1         | 0         | 0         | —             | —             | —             | —       | —       | —       | 1     | 0     | 0      | 0               |
| Adulta · Perú                                                                        | Total         | 1         | 0         | 0         | 0             | 0             | 0             | 0       | 0       | 0       | 1     | 0     | 0      | 0               |
| Total carrera                                                                        | Total carrera | 16        | 3         | 0         | 5             | 1             | 0             | 0       | 0       | 0       | 21    | 6     | 0      | 0.29            |
| (1) Incluye los partidos del Sudamericano Sub-20(2017), Panamericanos Sub-22 (2019). |               |           |           |           |               |               |               |         |         |         |       |       |        |                 |

## Palmarés

### Torneos cortos
| Título          | Club                      | País | Año  |
| --------------- | ------------------------- | ---- | ---- |
| Torneo Apertura | Universitario de Deportes | Perú | 2016 |
| Torneo Apertura | Alianza Lima              | Perú | 2017 |
| Torneo Clausura | Alianza Lima              | Perú | 2017 |
| Torneo Clausura | Alianza Lima              | Perú | 2019 |
| Torneo Apertura | FBC Melgar                | Perú | 2022 |

### Campeonatos nacionales
| Título                    | Club         | País | Año  |
| ------------------------- | ------------ | ---- | ---- |
| Primera División del Perú | Alianza Lima | Perú | 2017 |

### Distinciones individuales
| Distinción                                                     | Año  |
| -------------------------------------------------------------- | ---- |
| Equipo ideal del Torneo Apertura de la Liga 1                  | 2019 |
| Mejor once de la Liga 1 según la SAFAP                         | 2019 |
| Preseleccionado como mejor jugador de la Liga 1 según la SAFAP | 2019 |
| Once ideal de la Liga 1                                        | 2019 |
| Nominado a gol del año de la Liga 1                            | 2019 |
| Nominado a jugador del año de la Liga 1                        | 2019 |
| Nominado a gol del año de la Liga 1                            | 2021 |